# Rio Goioerê
Der Rio Goioerê ist (mit seinem Oberlauf Rio Farol) ein etwa 200 km langer rechter Nebenfluss des Rio Piquiri im Inneren des brasilianischen Bundesstaats Paraná.

## Etymologie und Geschichte
Der Name stammt aus der Sprache der Kaingang und bedeutet: goio = Wasser und erê = sauber, klar.

## Geografie

### Lage
Das Einzugsgebiet des Rio Goioerê befindet sich auf dem Terceiro Planalto Paranaense (Dritte oder Guarapuava-Hochebene von Paraná).

### Verlauf
Sein Quellgebiet liegt in buschsteppenartiger Landschaft im Munizip Mamboré auf 686 m Meereshöhe an der Grenze zu den Munizipien Farol und Campo Mourão an der BR-369.
Er fließt zunächst etwa 20 km in nördlicher Richtung. Dabei bildet er die Grenze zwischen Farol und Campo Mourão. Dann schwenkt er nach Westen und behält diese Richtung 130 km bei. Wo er das Munizip Umuarama erreicht, schwenkt er nach Süden bis zu seiner Mündung 55 km südlich. Er fließt zwischen den Munizipien Alto Piquiri und Mariluz von rechts in den Rio Piquiri. Er mündet auf 267 m Höhe. Er ist zusammen mit seinem 15 km langen Oberlauf Rio Farol etwa 200 km lang.
Er entwässert ein Einzugsgebiet von 2.424 km2 im Gebiet südlich von Campo Mourão und Umuarama.

### Munizipien im Einzugsgebiet
Die Liste der Munizipien umfasst nach dem Quellort Mamboré
rechts: Campo Mourão, Araruna, Tuneiras do Oeste, Cruzeiro do Oeste, Umuarama, Alto Piquiri und Perobal
links: Farol, Janiópolis, Moreira Sales, Mariluz.

### Nebenflüsse
rechts:
- Córrego Água do Marfim
- Córrego Cinquenta e Cinco
- Rio Mouro
- Córrego do Coração
- Córrego da Cotia
- Córrego Água da Fé
- Rio da Anta
- Córrego Bonito
- Córrego Guarani
- Córrego Água Fria
- Córrego Canelinha
- Córrego da Olaria
- Ribeirão Palmital
- Ribeirão Pinhalzinho Primeiro
- Córrego Azul
- Agua do Pinhal

links:
- Córrego Água da Granada
- Rio Riozinho
- Córrego Água do Belem
- Rio Água Grande
- Córrego Água do Timburi
- Córrego João
- Córrego Embrulho
- Córrego do Veado

## Wirtschaft
In Moreira Sales wird am Flussufer die Usina de Alcool e Aúcar an der PR-180 betrieben.

## Umwelt
Die Bestandsaufnahme für die Errichtung von Wasserkraftwerken ist für den Rio Goioerê bereits verabschiedet (Stand: 2014). Ihr Ergebnis ist, dass an ihm keine Staudämme gebaut werden. Bei den Untersuchungen wurde eine Verschlechterung der Wasserqualität festgestellt, die auf den Abbau von Ton und Anbau und Verarbeitung von Zuckerrohr zurückzuführen ist.